# Matías Escobar
Pour les articles homonymes, voir Escobar.
Matías Leonardo Escobar (né le 21 avril 1982 à Rosario, Argentine) est un footballeur argentin. 

## Carrière
Il a commencé sa carrière professionnelle en 2004 au Club de Gimnasia y Esgrima La Plata où il a disputé plus de 100 matchs. En 2010, il a rejoint le club chypriote de Doxa Katokopia avant de signer au Enosis Neon Paralimni.